# Zina Garrison
Zina Lynna Garrison (Houston (Texas), 16 november 1963) is een voormalig tennisspeelster uit de Verenigde Staten van Amerika.
In 1981 won Garrison Wimbledon en de US Open voor junioren. Een jaar later werd zij professional, en behaalde tijdens haar eerste deelname aan Roland Garros de kwartfinale. In 1983 bereikte zij de halve finale van de Australian Open en eindigde het jaar in de top tien.
Tweemaal (in 1987 en 1988) nam Garrison deel aan het Amerikaanse Wightman Cup-team.
Op de Olympische spelen van 1988 in Seoel won zij samen met Pam Shriver de gouden medaille in het vrouwendubbelspel, door in de finale het Tsjecho-Slowaakse duo Jana Novotná en Helena Suková te verslaan. Tevens wist zij de bronzen medaille in het enkelspel voor zich op te eisen. In 1989 bereikte Garrison de halve finale op de US Open, waarin zij verloor van Martina Navrátilová. Zij eindigde 1989 met haar hoogste plek op de WTA-ranglijst: de vierde plaats.
Het hoogtepunt van haar carrière kwam op Wimbledon in 1990. Zij versloeg Monica Seles in de kwartfinale en titelverdedigster Steffi Graf een ronde later, waardoor Garrison haar eerste en enige grandslamfinale bereikte. Deze verloor zij van Navrátilová in twee sets. Garrison was – na Althea Gibson in 1958 – de tweede zwarte vrouw die de finale van Wimbledon bereikte.
Garrison nam afscheid van het professionele circuit in 1996. Gedurende haar carrière won zij veertien enkelspeltoernooien en twintig dubbelspeltitels. Tegenwoordig werkt Garrison aan door haarzelf opgezette charitatieve instellingen. Ook is zij sinds 2004 captain van het Amerikaanse Fed Cup-team.
In 2002 ontving Garrison de Sarah Palfrey Danzig Award.

## Grandslamfinales

### Enkelspel
Verloren finales (1)
| Jaar | Toernooi  | Tegenstandster      | Score    |
| ---- | --------- | ------------------- | -------- |
| 1990 | Wimbledon | Martina Navrátilová | 4-6, 1-6 |

### Vrouwendubbelspel
Verloren finales (2)
| Jaar | Toernooi        | Partner            | Tegenstandsters                 | Score    |
| ---- | --------------- | ------------------ | ------------------------------- | -------- |
| 1987 | Australian Open | Lori McNeil        | Martina Navrátilová Pam Shriver | 1-6, 0-6 |
| 1992 | Australian Open | Mary Joe Fernandez | Arantxa Sánchez Helena Suková   | 4-6, 6-7 |

### Gemengd dubbelspel
Gewonnen finales (3)
| Jaar | Toernooi        | Partner          | Tegenstanders                    | Score         |
| ---- | --------------- | ---------------- | -------------------------------- | ------------- |
| 1987 | Australian Open | Sherwood Stewart | Anne Hobbs Andrew Castle         | 3-6, 7-6, 6-3 |
| 1988 | Wimbledon       | Sherwood Stewart | Gretchen Magers Kelly Jones      | 6-1, 7-6      |
| 1990 | Wimbledon       | Rick Leach       | Elizabeth Smylie John Fitzgerald | 7-5, 6-2      |

Verloren finales (3)
| Jaar | Toernooi        | Partner          | Tegenstanders                   | Score         |
| ---- | --------------- | ---------------- | ------------------------------- | ------------- |
| 1987 | Australian Open | Jim Pugh         | Natallja Zverava Andrew Castle  | 6-4, 2-6, 3-6 |
| 1989 | Australian Open | Sherwood Stewart | Jana Novotná Jim Pugh           | 3-6, 4-6      |
| 1993 | Australian Open | Rick Leach       | Arantxa Sánchez Todd Woodbridge | 5-7, 4-6      |

## Prestatietabel grandslamtoernooien
| Legenda | Legenda                          |
| ------- | -------------------------------- |
| g.t.    | geen toernooi gehouden           |
| l.c.    | lagere categorie                 |
| –       | niet deelgenomen                 |
| G       | uitgeschakeld in de groepsfase   |
| 1R      | uitgeschakeld in de eerste ronde |
| 2R      | uitgeschakeld in de tweede ronde |
| 3R      | uitgeschakeld in de derde ronde  |
| 4R      | uitgeschakeld in de vierde ronde |
| KF      | uitgeschakeld in de kwartfinale  |
| HF      | uitgeschakeld in de halve finale |
| F       | de finale verloren               |
| W       | het toernooi gewonnen            |
| w-v     | winst/verlies-balans             |

### Enkelspel
| Toernooi        | 1980 | 1981 | 1982 | 1983 | 1984 | 1985 | 1986 | 1987 | 1988 | 1989 | 1990 | 1991 | 1992 | 1993 | 1994 | 1995 | 1996 |
| --------------- | ---- | ---- | ---- | ---- | ---- | ---- | ---- | ---- | ---- | ---- | ---- | ---- | ---- | ---- | ---- | ---- | ---- |
| Australian Open | –    | –    | 1R   | HF   | 1R   | KF   | g.t. | KF   | 2R   | KF   | KF   | 4R   | 4R   | 3R   | 1R   | 3R   | –    |
| Roland Garros   | –    | –    | KF   | 1R   | 4R   | 2R   | 3R   | –    | 4R   | 3R   | 1R   | 1R   | –    | 1R   | 1R   | 1R   | –    |
| Wimbledon       | –    | –    | 4R   | 2R   | 2R   | HF   | 2R   | –    | KF   | 2R   | F    | KF   | 4R   | 4R   | KF   | 3R   | –    |
| US Open         | 2R   | 1R   | 4R   | 4R   | 3R   | KF   | 4R   | 4R   | HF   | HF   | KF   | 4R   | 4R   | 3R   | 4R   | 4R   | 1R   |

### Vrouwendubbelspel
| Toernooi        | 1981 | 1982 | 1983 | 1984 | 1985 | 1986 | 1987 | 1988 | 1989 | 1990 | 1991 | 1992 | 1993 | 1994 | 1995 | 1996 | 1997 |
| --------------- | ---- | ---- | ---- | ---- | ---- | ---- | ---- | ---- | ---- | ---- | ---- | ---- | ---- | ---- | ---- | ---- | ---- |
| Australian Open | –    | 1R   | 2R   | KF   | KF   | g.t. | F    | HF   | 3R   | 1R   | 2R   | F    | KF   | KF   | 1R   | –    | –    |
| Roland Garros   | –    | 2R   | 1R   | 1R   | 1R   | 1R   | –    | KF   | KF   | 1R   | KF   | 1R   | 3R   | 3R   | KF   | –    | –    |
| Wimbledon       | –    | 1R   | 2R   | 2R   | 2R   | 3R   | –    | HF   | KF   | HF   | HF   | KF   | HF   | 1R   | 3R   | –    | –    |
| US Open         | 2R   | 1R   | 3R   | 1R   | HF   | KF   | KF   | 2R   | 3R   | 3R   | HF   | KF   | –    | –    | 3R   | 1R   | 1R   |

### Gemengd dubbelspel
| Toernooi        | 1982 | 1983 | 1984 | 1985 | 1986 | 1987 | 1988 | 1989 | 1990 | 1991 | 1992 | 1993 | 1994 | 1995 | 1996 |
| --------------- | ---- | ---- | ---- | ---- | ---- | ---- | ---- | ---- | ---- | ---- | ---- | ---- | ---- | ---- | ---- |
| Australian Open | –    | –    | –    | –    | g.t. | W    | 1R   | F    | F    | 1R   | –    | F    | 1R   | –    | –    |
| Roland Garros   | –    | KF   | –    | 3R   | –    | –    | 2R   | HF   | 2R   | 3R   | –    | 2R   | 2R   | 3R   | –    |
| Wimbledon       | –    | KF   | 1R   | 2R   | 1R   | –    | W    | 3R   | W    | 2R   | 2R   | 3R   | 1R   | –    | –    |
| US Open         | KF   | 2R   | –    | KF   | 2R   | HF   | KF   | KF   | KF   | 1R   | KF   | 1R   | 2R   | –    | 1R   |